# Agence de développement rural et d'aménagement foncier
L'Agence de développement rural et d'aménagement foncier (ADRAF) est, en France, un établissement public à caractère industriel et commercial qui assure depuis 1986, date de sa création en application du statut Pons I de 1986, le rachat de terres pour les redistribuer aux tribus Kanak en Nouvelle-Calédonie. Il s'agissait d'un établissement territorial jusqu'en 1989, avant de redevenir une propriété de l'État en 1989 et pouvant faire l'objet d'un nouveau transfert vers la Nouvelle-Calédonie prévu par l'accord de Nouméa de 1998.

## Rôles
Les actions de l'ADRAF consistent essentiellement :
- au traitement de la question foncière :
  - instruction des revendications foncières,
  - acquisitions de terrains mis en vente par des propriétaires privés ou cédés par des collectivités,
  - attributions des terrains à titre gracieux ou payant principalement à des Groupements de droit particulier local (GDPL) et ponctuellement à des collectivités ou des particuliers,
- à la sécurisation foncière : 
  - accompagnement des démarches de sécurisation foncière entreprises par les propriétaires coutumiers, par une aide à l'élaboration de règlements fonciers et de zonages sur terres coutumières,
  - appui à la réalisation de baux sur terres coutumières,
  - participation à des actions de médiation dans les conflits coutumiers, à la demande des parties en litige et des collectivités,
- à l'aménagement des terres coutumières : 
  - réalisation de diagnostics fonciers et de diagnostics de territoire à la demande des collectivités, notamment en vue d'intégrer les terres coutumières dans les politiques d'aménagement et de développement économique,
  - contributions à l’installation sur terres coutumières,
- à l'appui au développement agricole et rural : 
  - gestion de périmètres agricoles locatifs,
  - accompagnement de projets de développement économiques sur terres coutumières dans le cadre de programmes de développement local,
- aux réflexions sur les questions juridiques et financières liées à la mise en valeur des terres coutumières.

## Organisation

### Conseil d'administration
Depuis 1989, le président du conseil d'administration est de droit le Haut-commissaire de la République en Nouvelle-Calédonie (Jean-Jacques Brot depuis 2013), ou son représentant.
Les autres membres du conseil d'administration sont :
- 3 représentants de l'État nommés par le Haut-commissaire (généralement les deux commissaires délégués, chefs des subdivisions administratives Sud et Nord, et un responsable du service d'État de l'Agriculture, de la Pêche et de l'Environnement).
- 3 représentants de la Nouvelle-Calédonie élus par le Congrès à la proportionnelle de liste, à savoir depuis 2011 : 
  - Anthony Lecren (FLNKS-UC), porte-parole suppléant du gouvernement de la Nouvelle-Calédonie chargé de l'Économie, du Commerce extérieur, du Développement durable, des Questions liées au Logement, à l'Aménagement foncier et au Transfert de l'ADRAF, à la Recherche, à la Francophonie et aux Relations avec le CES depuis 2011.
  - Julien Boanemoi (FLNKS-UC), ancien sénateur coutumier pour l'aire Ajië-Aro de 2005 à 2010 et ancien président du Sénat coutumier de 2009 à 2010.
  - Alain Lazare (Rassemblement-UMP), 1er vice-président de l'Assemblée de la Province Sud depuis 2011, membre du Congrès depuis 2009 et maire de Boulouparis depuis 1995.
- 1 représentant de chacune des provinces choisi en son sein par chaque assemblée provinciale, à savoir :
  - Province Sud : Nicole Andréa (Rassemblement-UMP), présidente de la commission du Développement rural de l'Assemblée provinciale depuis 2009, conseillère provinciale depuis 1999, ancienne membre du Congrès de 1999 à 2009 et ancienne présidente de l'Établissement de régulation des prix agricoles (ERPA) de 2001 à 2004.
  - Province Nord : Joseph Goromido (FLNKS-UNI-Palika), conseiller provincial et membre du Congrès depuis 2004 et maire de Koné depuis 2001.
  - Province des îles Loyauté : Mathias Waneux (FLNKS-UC), conseiller provincial depuis 2009.
- 3 représentants du Sénat coutumier : 
  - Paul Vakié (FLNKS-UC), sénateur coutumier pour l'aire Djubéa-Kaponé depuis 2010, ancien conseiller municipal d'opposition de l'Île des Pins de 2001 à 2008.
  - Luc Wema (Rassemblement-UMP), sénateur coutumier pour l'aire Ajië-Aro depuis 2010 et président du Sénat coutumier depuis 2012.
  - René Boaouva (FLNKS-UNI-Palika), sénateur coutumier pour l'aire Hoot ma Waap depuis 2010.
- 3 représentants des organisations professionnelles agricoles désignés par le Haut-commissaire sur proposition de celles-ci : 
  - Guy Monvoisin, président du syndicat des éleveurs.
  - Noréné Warécaicane.
  - Jean-Baptiste Naaoutchoué (FLNKS-UNI-UPM), ancien maire de Ponérihouen de 1983 à 1995.

### Direction
Lorsque l'ADRAF était un établissement territorial, de 1986 à 1989, le directeur était nommé par le Haut-commissaire après avis du Conseil exécutif de Nouvelle-Calédonie, et était secondé par un directeur adjoint. Les directeurs successifs ont alors été :
1. 1986 - 1988 : Denis Milliard (RPCR), ancien ministre du Travail et de l'Emploi, chargé de la Fonction publique dans le gouvernement du Territoire présidé par le sénateur Dick Ukeiwé de 1984 à 1985.
2. 1988 - 1989 : Jean-Charles Touboul (par intérim)
3. 1989 : Bruno Arbouet.

Le directeur adjoint de l'ADRAF a été de 1987 à 1989 Philippe Gomès (RPCR).
Depuis le transfert de l'ADRAF à l'État en 1989, le directeur général de l'ADRAF est nommé par décret sur proposition du ministre chargé de l'Outre-mer après avis du conseil d'administration.
Les directeurs généraux successifs ont été :
1. 1989 - 1991 : Bruno Arbouet
2. 1991 - 1993 : Jean-Pierre Pétorin
3. 1993 - 1999 : Gérard Vladyslav
4. 1999 - 2005 : Louis Mapou (FLNKS-UNI-Palika)
5. 2005 - 2009 : Jules Hmaloko
6. 2009 - 2010 : Jacques Wadrawane
7. 2010 - 2018 : Jean-François Nosmas
8. depuis novembre 2019 : François Waia[3]

### Organes locaux
Dans chacune des 30 communes des Provinces Sud et Nord, une Commission foncière communale (CFC) présidée par le maire est chargée de donner des critères de choix à l'Agence pour les attributions foncières sur le territoire de la commune.
De même, dans ces deux provinces, un Comité de province, présidé par le représentant de l'assemblée provinciale au conseil d'administration de l'Agence, donne son avis sur les attributions foncières et fait des propositions à l'Agence concernant les acquisitions de terres situées dans la province.